# برگ‌بویی کرمانی
توربید کرمانی، برگ‌بویی کرمانی (نام علمی: Daphne stapfii) نام یک گونه از سرده دافنه است.